# Università di Pisa
L'Università di Pisa (UniPi), istituita ufficialmente nel 1343, è una delle più antiche e prestigiose università in Italia e in Europa.

## Storia

### Le origini

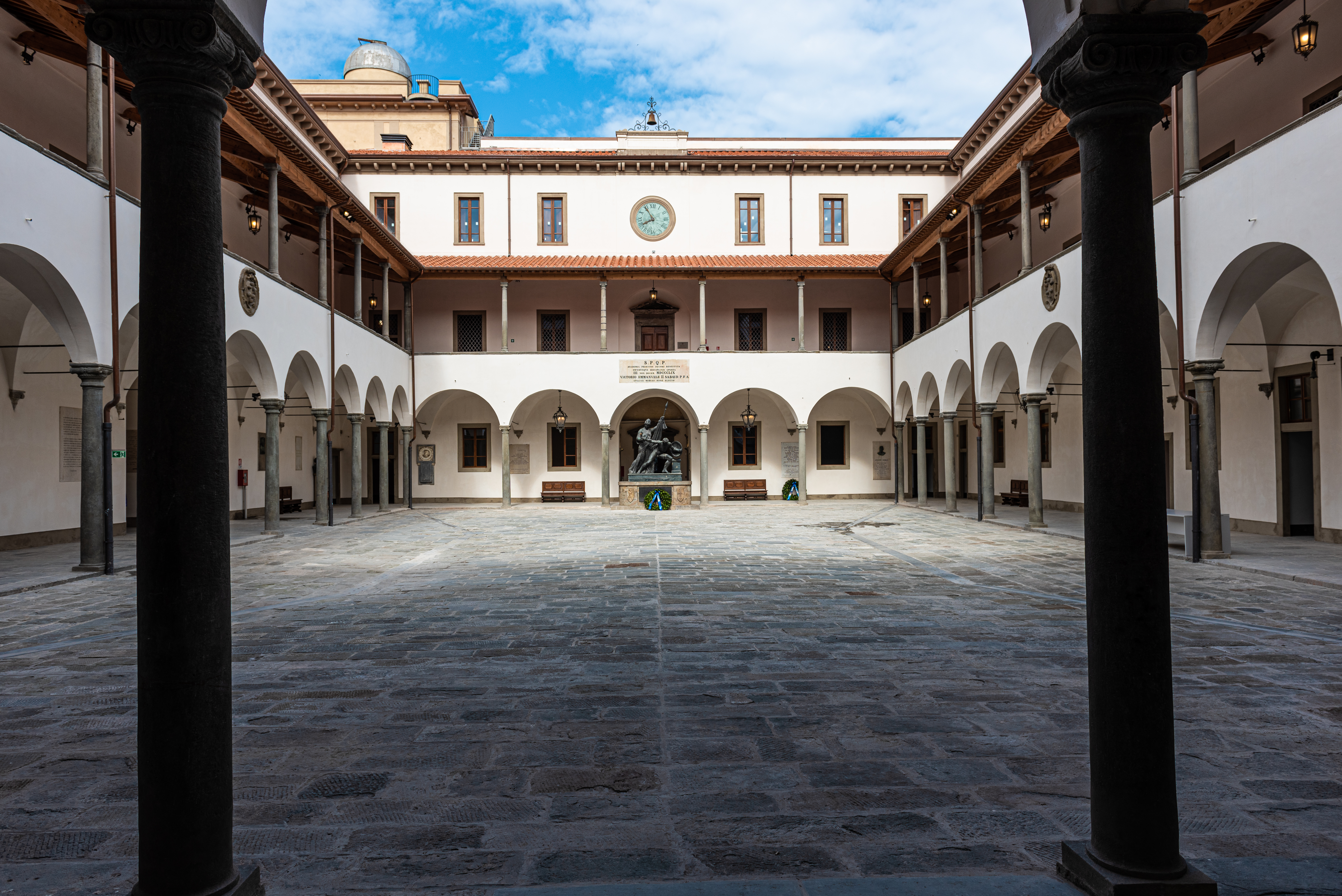
Il cortile del Palazzo della Sapienza

L'Università di Pisa è stata istituita ufficialmente nel 1343, anche se diversi studiosi fanno risalire la sua origine all'XI secolo. È comunque certo che a partire dalla metà del XII secolo Pisa ebbe una "Universitas" nel senso originale del termine, cioè un insieme di studenti raggruppati intorno ai maestri. In quel periodo, a Pisa nacque e operò anche Leonardo Fibonacci, tra i più grandi matematici della storia, che con la sua opera ha sintetizzato per la prima volta in Europa lo spirito e i procedimenti della geometria greca e gli strumenti di calcolo della matematica araba. 
La bolla In supremae dignitatis, emessa da papa Clemente VI il 3 settembre 1343, concesse allo Studio pisano il riconoscimento di Studio Generale e diversi privilegi esclusivi e universalmente riconosciuti. In epoca medievale, lo Studio Generale era un'istituzione di educazione superiore fondata o confermata da un'autorità universale, cioè dal papato o dall'impero. Pisa fu una delle prime città europee a poter vantare un'attestazione papale, seguita da Praga nel 1347 e da Heidelberg nel 1386. All'inizio a Pisa furono istituiti gli insegnamenti di teologia, diritto civile, diritto canonico e medicina.
I primi anni del nuovo studio furono particolarmente tormentati, anche se i documenti attestano una persistente attività accademica, con una lenta ripresa a partire dal 1355.
Con la fine del XIV e l'inizio del XV secolo, Pisa e il suo Studio conobbero una lenta agonia. La guerra, che consentì ai fiorentini di conquistare la città, fu così rovinosa sul piano economico e sociale da rendere impossibile il mantenimento di un'attività accademica, pur ridotta al minimo indispensabile.

### I Medici e Galileo

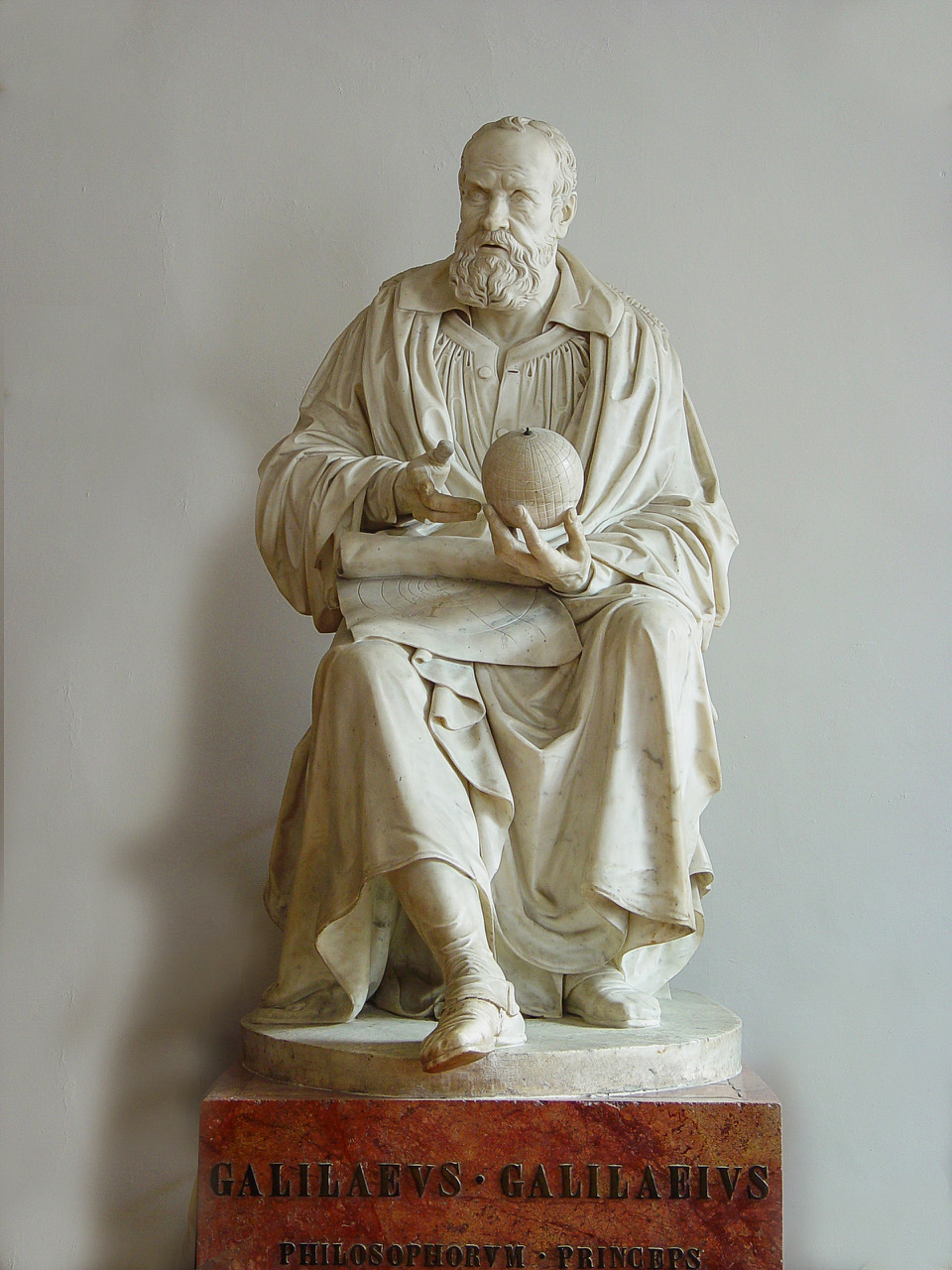
La statua di Galileo Galilei nell'Aula Magna Storica del Palazzo della Sapienza

Ai primi di novembre del 1473 lo Studio pisano, per volontà di Lorenzo dei Medici, tornò a svilupparsi in modo organico. Nel 1486 fu così disposta la costruzione di un palazzo da destinare alle lezioni: l'edificio, il futuro Palazzo della Sapienza, centro dell'università anche oggi, fu collocato nella trecentesca piazza del Grano, a cui si accedeva attraverso la porta dell'Abbondanza. Sopra di essa fu collocata l'immagine del Cherubino, che nella tradizione cristiana rappresenta l'essere angelico che ha una più limpida visione di Dio, che a sua volta è Sapienza assoluta. Da allora il Cherubino è diventato il simbolo iconografico dell'ateneo pisano e in epoca contemporanea l'Ordine del Cherubino è divenuto un'onorificenza conferita ai docenti dell'ateneo che abbiano contribuito ad accrescerne il prestigio. 
Nel 1497 l'istituzione pisana, colpita da un nuovo periodo di decadenza, fu spostata a Firenze per nove anni. L'ascesa al trono del duca Cosimo I dei Medici segnò l'inizio di una nuova era. La solenne riapertura dell'università, avvenuta il primo novembre del 1543, fu infatti considerata come una seconda fondazione. Con lo Statuto del 1545, Cosimo riuscì a migliorare la qualità della didattica, rendendo l'ateneo pisano uno dei più importanti d'Europa per l'insegnamento e la ricerca. Il Duca istituì una cattedra di "Semplici" (botanica) e vi chiamò Luca Ghini: tra 1543 e 1544 fu fondato il Giardino dei Semplici, il primo orto botanico al mondo annesso a uno Studio universitario. Qualche decennio più tardi l'orto fu spostato nell'attuale sede, situata a poche decine di metri da piazza dei Miracoli, su una superficie diventata con il tempo di circa tre ettari, con 6 000 piante coltivate e semi scambiati con 400 altre strutture nel mondo. A Ghini successe il filosofo e scienziato Andrea Cesalpino, a cui si deve il primo metodo scientifico per la classificazione delle piante e che può essere considerato un precursore della scoperta della circolazione del sangue. 
Era ancora regnante Cosimo I quando, il 15 febbraio 1564, a Pisa nacque Galileo Galilei, considerato universalmente come il fondatore della scienza moderna e del moderno metodo sperimentale. Galileo è stato prima studente e poi docente di matematica all'Università di Pisa, per trasferirsi quindi a Padova: nella città toscana ha avviato gli studi e le sperimentazioni che furono alla base delle sue teorie rivoluzionarie.

### La dinastia dei Lorena
Il tramonto del Granducato dei Medici, a metà del XVIII secolo, determinò la decadenza dello Studio pisano, mentre una nuova ripresa si ebbe solo con la dinastia dei Lorena. A essi, innovatori e riformatori illuminati, si deve la realizzazione di diverse opere e l'istituzione delle nuove cattedre di fisica sperimentale e di chimica.
L'annessione della Toscana all'impero napoleonico all'inizio del XIX secolo portò alla trasformazione dello Studio in Accademia imperiale: l'ateneo divenne una succursale dell'Università di Parigi, anche se riuscì comunque a ritagliarsi un certo grado di autonomia. Nacquero allora per la prima volta cinque facoltà (teologia, giurisprudenza, medicina, scienze e lettere), gli esami di profitto, i diversi titoli di studio (baccellierato, licenza, dottorato) e le tesi di laurea. Agli anni tra 1810 e 1813 risale l'istituzione della Scuola Normale Superiore, nata come succursale della École normale di Parigi, che, quasi subito chiusa, riaprì nel 1846 con l'inaugurazione dell'attuale sede di Palazzo della Carovana in piazza dei Cavalieri.

### Restaurazione e Risorgimento

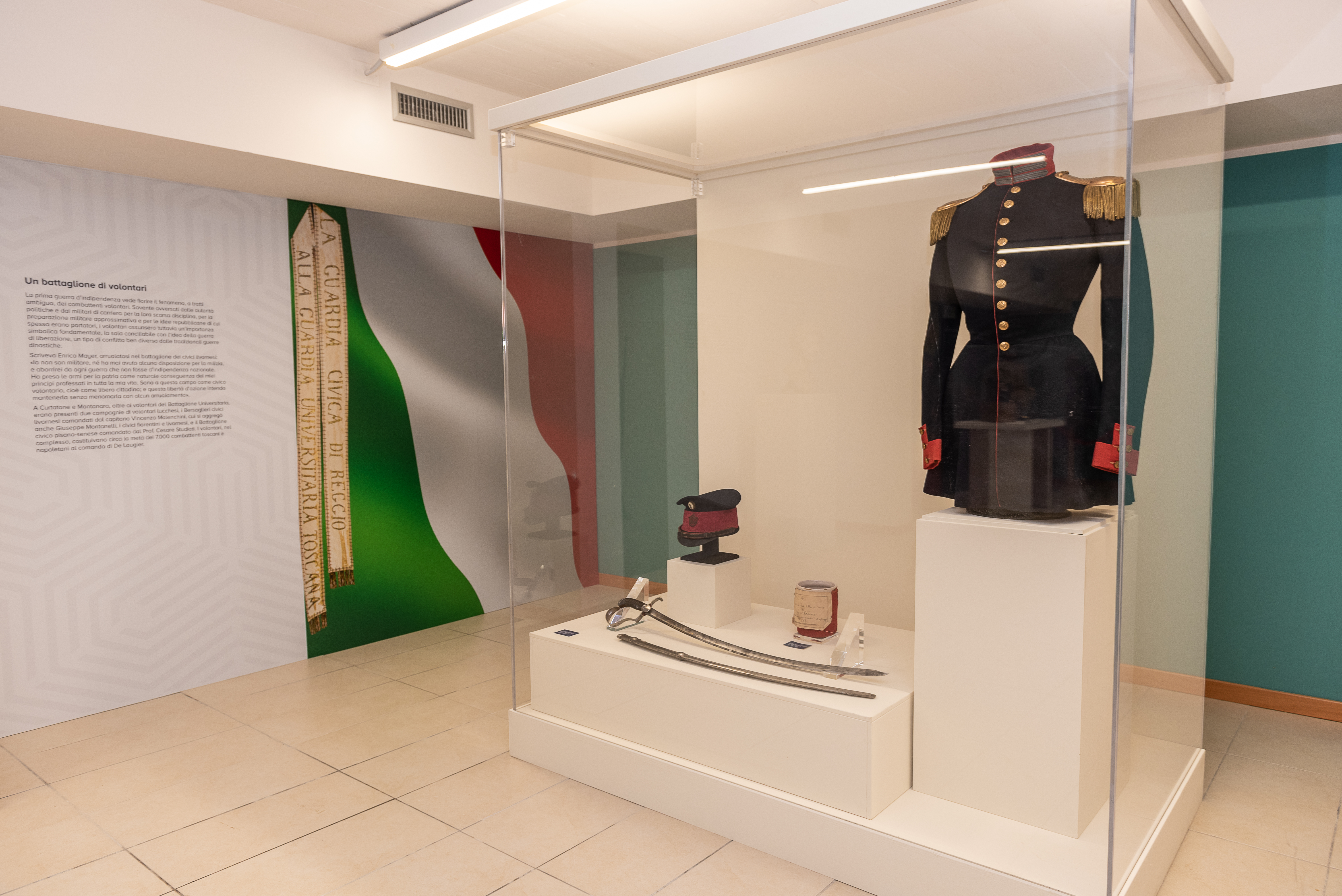
Una teca della Mostra sui 170 anni dalla battaglia di Curtatone e Montanara

Il periodo della Restaurazione portò a un ripensamento dell'organizzazione dello Studio, ma non al completo annullamento dell'esperienza napoleonica. Nel 1826 all'Università di Pisa fu istituito l'insegnamento di Egittologia, primo in Europa e nel mondo, da cui scaturì la celebre spedizione franco-toscana in Egitto tra 1828 e 1829. Nel 1839 Pisa ospitò il Primo congresso degli scienziati italiani, a cui parteciparono oltre 400 studiosi e 300 cultori delle varie discipline provenienti dai diversi Stati della penisola. Proprio in questo periodo l'ateneo fu al centro della riforma voluta dal provveditore Gaetano Giorgini, grazie alla quale salirono a sei le facoltà (teologia, giurisprudenza, lettere, medicina, matematica e scienze naturali) e fu creata per la prima volta al mondo la cattedra di agraria e pastorizia, affidata a Cosimo Ridolfi.
Nell'ateneo e in città si andavano affermando gli ideali liberali e patriottici, che trovarono la loro massima espressione nella partecipazione di un battaglione universitario, formato da docenti e studenti, alla battaglia di Curtatone e Montanara del 1848, una delle più celebri del Risorgimento italiano. Una lapide nel Palazzo della Sapienza rievoca i volontari che «morirono combattendo nel rinnovamento d'Italia», mentre la bandiera tricolore utilizzata dal Battaglione universitario è stata insignita della medaglia d'oro al valor militare dalla Repubblica Italiana nel 1948.

### Il Regno d'Italia
Con la nascita del Regno d'Italia, l'Università di Pisa, che poteva contare su circa 560 iscritti, rinacque con la presenza di tutte le facoltà allora presenti negli ordinamenti e fu riconosciuta con la riforma universitaria del 1862 tra le sei università primarie nazionali, insieme a Torino, Pavia, Bologna, Napoli e Palermo. Il consolidamento e l'ampliamento dell'ateneo, soprattutto nei decenni a cavallo tra XIX e XX secolo, andarono a incidere direttamente sull'articolazione del tessuto urbano cittadino, anche se gli iscritti crebbero in misura modesta (891 nel 1912). L'ateneo si aprì progressivamente alle donne e nel 1877 Ernestina Paper si laureò in medicina, prima donna a laurearsi in tale disciplina in una università italiana, seguita nel 1891 da Cornelia Fabri in matematica ed Erminia Pittaluga in lettere.
Anche la riforma voluta dal ministro Giovanni Gentile nel 1923 confermò la posizione di primo piano in ambito nazionale dell'ateneo, che fu inserito tra le dieci università a totale carico dello Stato. Nonostante l'obiettivo di fare di Pisa un grande "centro di cultura universitaria fascista", furono sempre vivaci i fermenti antifascisti, sia sul versante della comunità accademica sia su quello studentesco. L'applicazione delle leggi razziali, le prime delle quali furono firmate dal re Vittorio Emanuele III nel 1938 a San Rossore, vicino a Pisa, colpì pesantemente studenti stranieri e italiani e docenti dell'ateneo, come successe in tutta Italia. Solo nel 2018, a ottant'anni di distanza da quella firma, a Pisa (e proprio per iniziativa di questa università) vi è stata la prima ammissione ufficiale e pubblica da parte degli atenei italiani di quelle responsabilità.

### La Repubblica

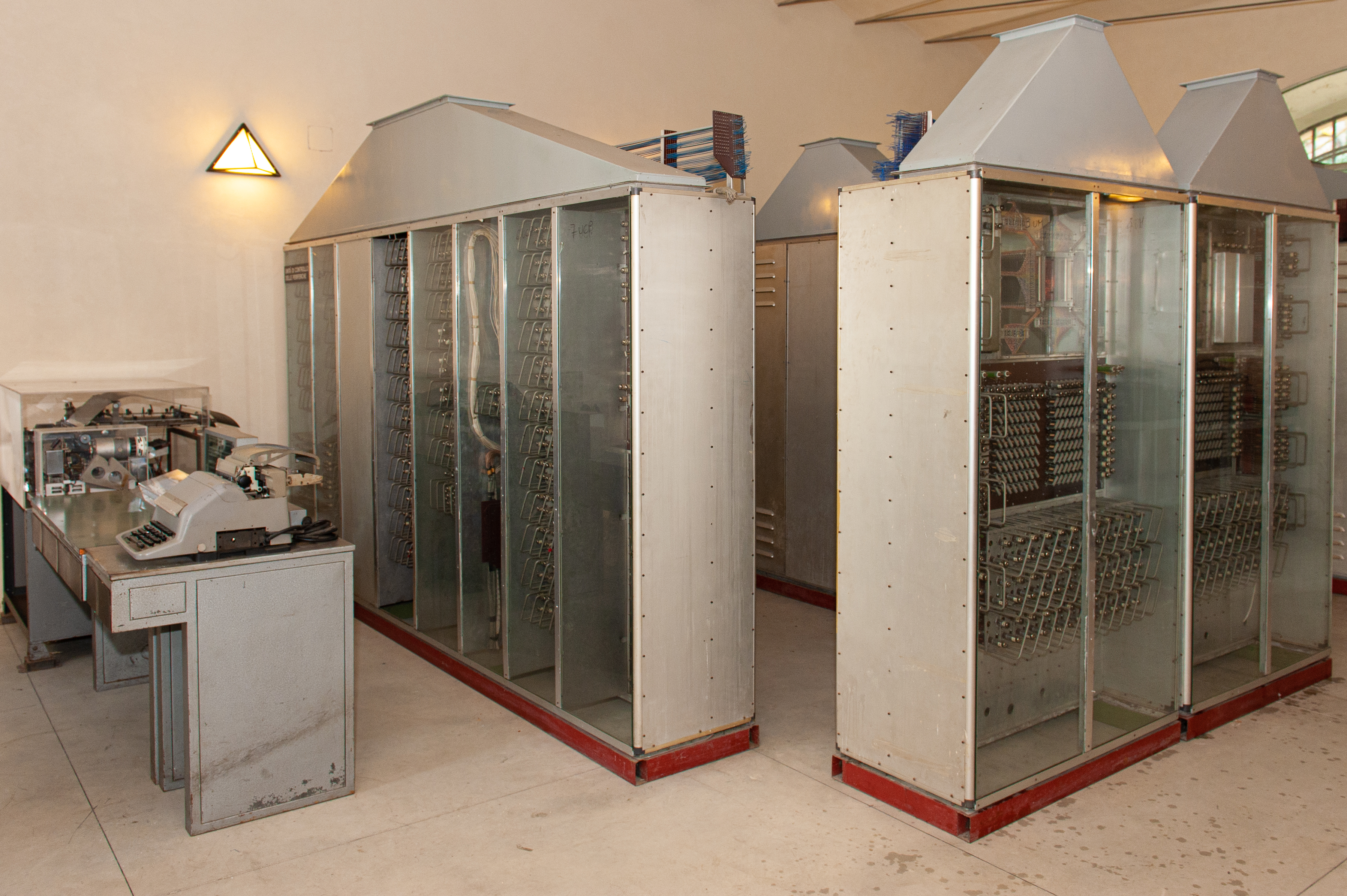
La Calcolatrice Elettronica Pisana (CEP) ricostruita nei locali del Museo degli strumenti per il calcolo

Le distruzioni materiali e morali della seconda guerra mondiale furono presto superate e l'Università di Pisa - i cui iscritti passarono dai 768 del 1945 ai 1 292 del 1950 - seppe tornare all'avanguardia in molti campi del sapere, adeguandosi alle nuove esigenze della vita sociale, civile ed economica del Paese. Alle facoltà nate prima del conflitto, ovvero ingegneria e farmacia, si affiancarono economia e commercio (1948) e, più tardi, lingue letterature straniere (1969) e scienze politiche (1970), che di fatto accompagnarono l'avvento dell'università di massa (tra il 1961 e il 1972 gli iscritti pisani passarono da circa 9 000 a 27 000). Agli inizi degli anni sessanta l'Università di Pisa istituì la prima cattedra italiana di storia e critica del cinema. Nel 1969 fu istituito il corso di laurea in scienze dell'informazione (informatica), il primo in Italia, che seguiva la realizzazione della Calcolatrice Elettronica Pisana (CEP), il cui progetto, nato a metà degli anni cinquanta, fu sponsorizzato dal premio Nobel e laureato pisano Enrico Fermi e che fu la premessa per altri primati nazionali nel settore: nel 1986, per esempio, da Pisa partì il primo collegamento italiano alla rete Internet dei locali del Centro Nazionale Universitario di Calcolo Elettronico ospitato allora nel Palazzo Venera.
Nel 1967, dalla fusione di collegi preesistenti, fu istituita la Scuola superiore di studi universitari e di perfezionamento Sant'Anna, che, insieme all'Università e alla Scuola normale, è andata a formare un sistema di alta formazione di assoluto prestigio internazionale.
Sempre nel 1967, durante un periodo di occupazioni, furono elaborate a Pisa le Tesi della Sapienza, considerate una delle pietre miliari del movimento studentesco e del 1968 in Italia. In città tale fase di agitazioni fu particolarmente vivace, con punte drammatiche.
Dalla fine degli anni settanta il Museo di storia naturale dell'ateneo, nato nel XVI secolo, si trasferì nella suggestiva Certosa di Calci, un edificio trecentesco di inestimabile pregio storico-architettonico. Ospita numerose sale dedicate alla zoologia, alla mineralogia e alla paleontologia, oltre all'acquario d'acqua dolce più grande d'Italia e alla galleria dei cetacei, che accoglie oltre trenta scheletri esposti in un antico loggiato.

### UniPi oggi

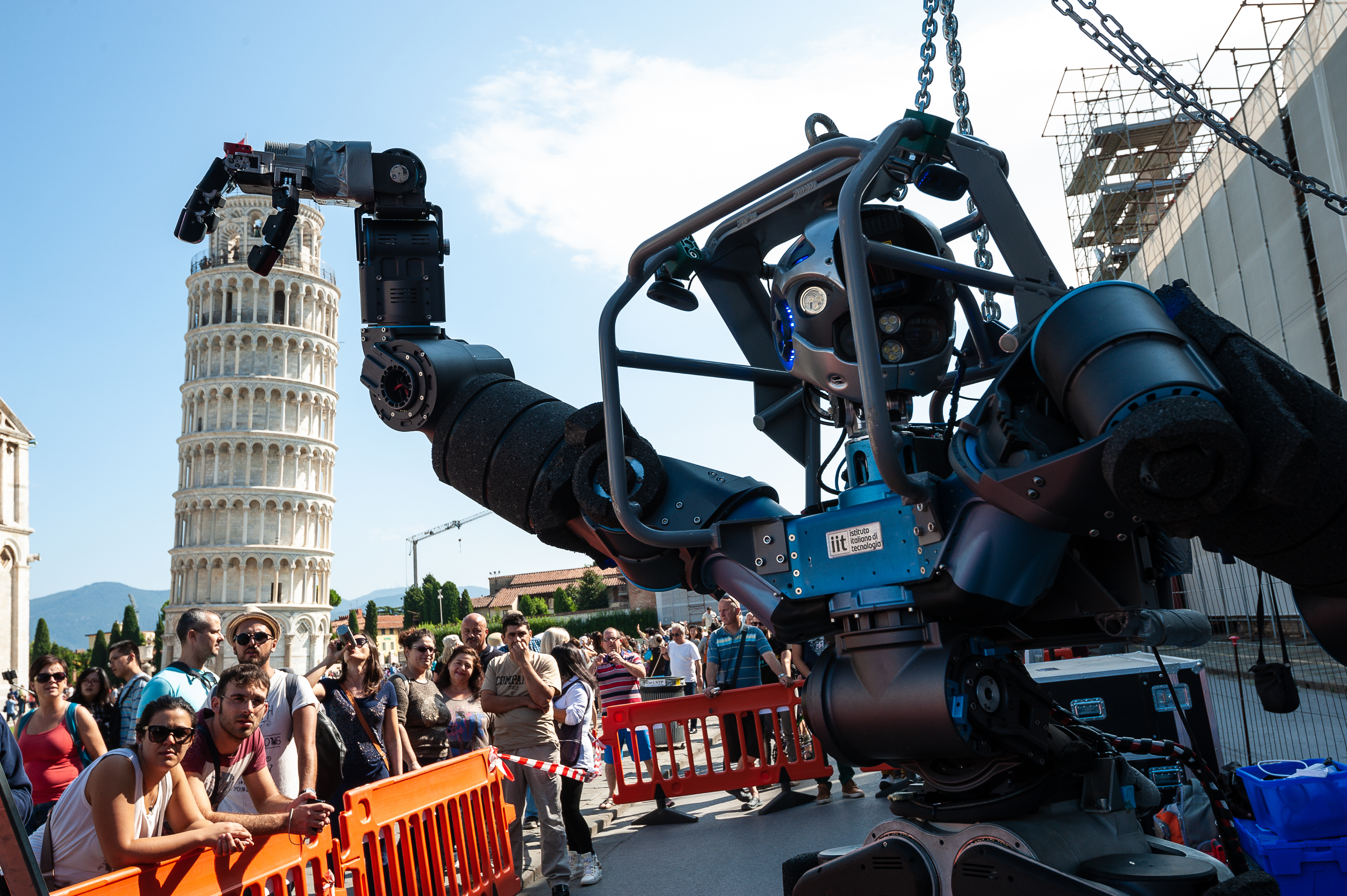
Il robot del Centro "Enrico Piaggio" solleva la Torre di Pisa, installazione in occasione della Notte Europea dei Ricercatori, 2015

La riforma Ruberti del 1989, prevedendo l'autonomia statutaria degli atenei, spinse l'Università ad approvare un nuovo Statuto, il cui impianto complessivo è stato messo in discussione solo con la cosiddetta "riforma Gelmini" del 2010, che ha portato all'adozione dello Statuto del 2012 e dell'assetto organizzativo senza le undici facoltà precedenti e con la nascita di venti Dipartimenti.
Attualmente l'ateneo pisano si articola in 20 Dipartimenti, con circa 150 corsi di laurea di primo e secondo livello e a ciclo unico, più di 20 corsi di dottorato, 50 scuole di specializzazione e oltre 60 master. I docenti sono più di 1 500 e poco più numeroso è il personale amministrativo, tecnico e bibliotecario. Nell'anno accademico 2022-2023 gli studenti iscritti erano 42 467.
università italiane ed europee hanno contribuito, nei momenti migliori
della loro storia e quando sono rimaste più fedeli alla loro natura, a
far crescere ponti tra persone, tra culture, tra discipline, tra
visioni del mondo. Vorremmo che si potesse continuare così, o forse
anche riprendere, con pazienza e disponibilità, a sperare che possa
essere così, affinché quel mondo che vediamo così globalizzato non lo
si ritrovi d'improvviso e per sempre come un'Atlantide ridotta da un
cataclisma a un arcipelago di isole troppo lontane tra loro per
gettarvi ponti»
(Luciano Modica nel discorso di
inaugurazione dell'anno accademico 2001-2002)
Grazie alla tradizione e all'alta qualità degli studi, alla vocazione per la ricerca e l'innovazione, alla presenza di un sistema formato dalla Scuola normale superiore, dalla Scuola Superiore Sant'Anna e da importanti centri di ricerca, l'Università di Pisa gode di una grande reputazione sia in Italia sia in Europa, come dimostrano anche i diversi ranking internazionali che la pongono tra i migliori atenei al mondo e al vertice in Italia.
Tra i tanti laureati illustri dell'Università di Pisa ci sono i premi Nobel Giosuè Carducci, Enrico Fermi e Carlo Rubbia, le Medaglie Fields in Matematica, Enrico Bombieri e Alessio Figalli, i presidenti della Repubblica, Giovanni Gronchi e Carlo Azeglio Ciampi, i registi Mario Monicelli e Paolo e Vittorio Taviani, gli scrittori Tiziano Terzani e Antonio Tabucchi.

## Organi

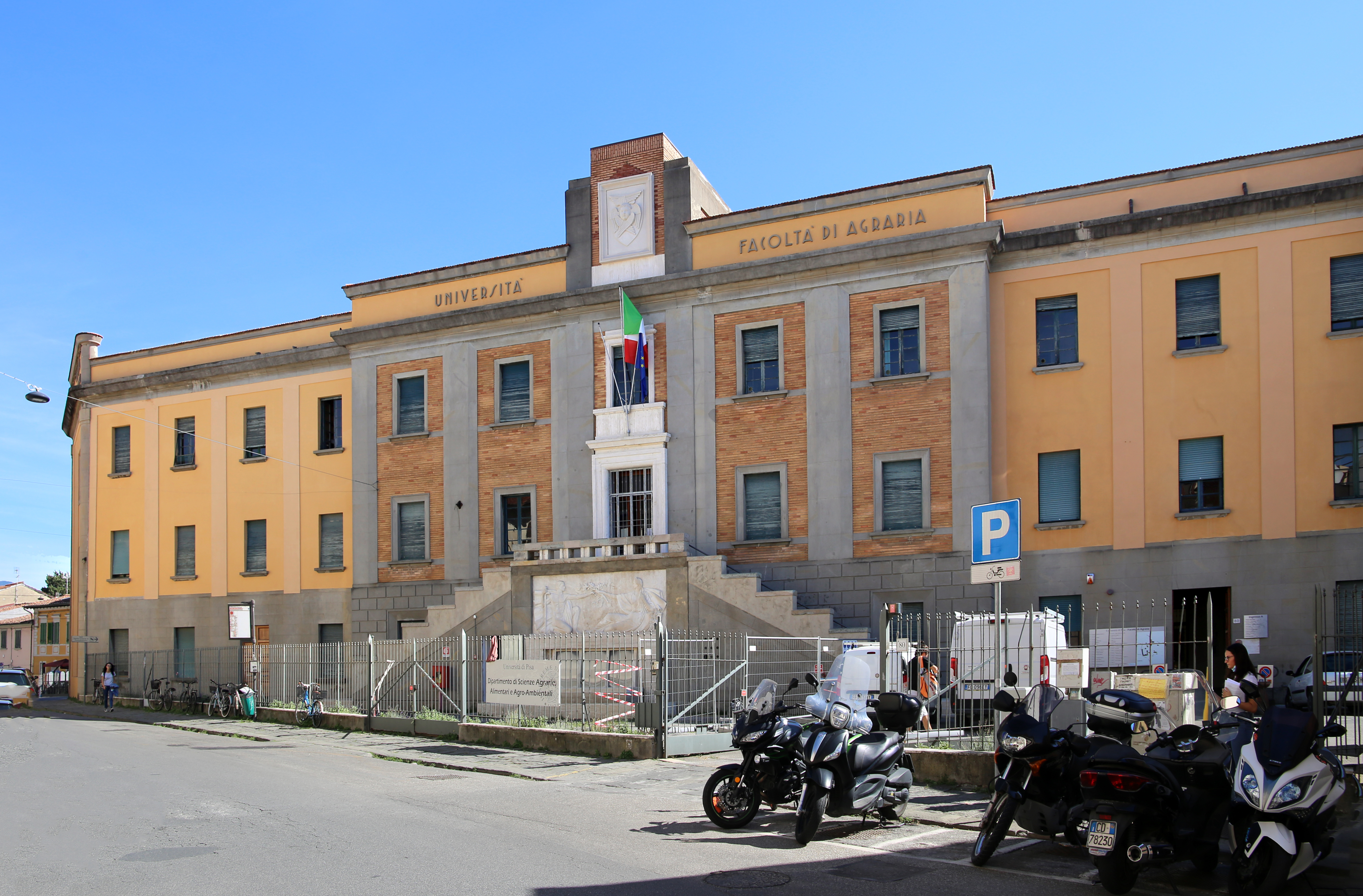
Facciata del dipartimento di Scienze agrarie, alimentari e agro-ambientali

Massima carica dell'Ateneo e rappresentante legale è il Magnifico rettore, per il mandato 2022-2028 Riccardo Zucchi. È coadiuvato da dodici prorettori, di cui un Prorettore vicario e da 16 delegati. Ai prorettori sono assegnate le seguenti deleghe: affari giuridici, sostenibilità e Agenda 2030, cooperazione e relazioni internazionali, edilizia e patrimonio immobiliare, didattica, coesione della comunità universitaria e diritto allo studio, politiche del personale, promozione della ricerca, valorizzazione della conoscenza, dottorato di ricerca, organizzazione e valutazione della ricerca.

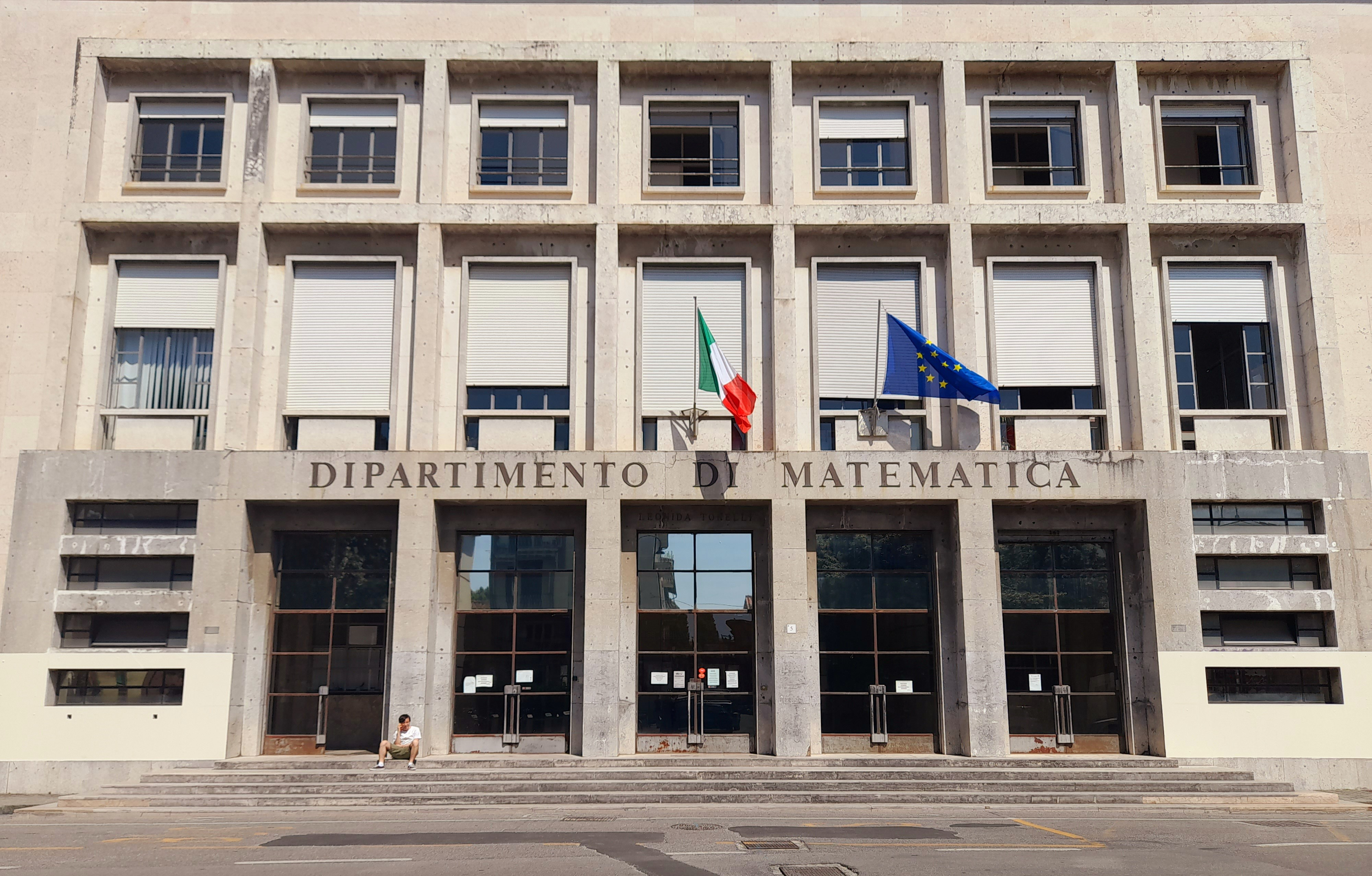
Dipartimento di Matematica

Il Senato accademico è composto da 28 membri: ne fanno parte il Rettore, 6 direttori di Dipartimento, 18 professori e ricercatori, 1 rappresentante dei ricercatori a tempo determinato; 3 rappresentanti del personale tecnico-amministrativo, 1 rappresentante dei dottorandi e 4 rappresentanti degli studenti.
In materia di indirizzo strategico e di controllo dell’Ateneo opera un consiglio di amministrazione con competenze economiche e gestionali composto da 11 membri. Altri organi sono il Collegio dei revisori dei conti, il Nucleo di valutazione e la carica di Direttore generale.
Organi ausiliari dell'Università sono il Consiglio studentesco, composto da massimo 40 rappresentanti, il Comitato Unico di Garanzia, il Collegio di disciplina, la Commissione etica e il Presidio della qualità.

## Strutture

### Dipartimenti e scuole
L'ateneo è organizzato in venti dipartimenti suddivisi in sei settori culturali:
Settore 1 - Scienze Matematiche, Informatiche, Fisiche e Scienze della Terra
- Fisica
- Informatica
- Matematica
- Scienze della Terra

Settore 2 - Scienze Chimiche, Scienze Biologiche, Scienze Agrarie e Scienze del Farmaco
- Biologia
- Chimica e chimica industriale
- Farmacia
- Scienze agrarie, alimentari e agro-ambientali

Settore 3 - Scienze Mediche e Scienze Veterinarie
- Medicina clinica e sperimentale
- Patologia chirurgica, medica, molecolare e dell'area critica
- Ricerca traslazionale e delle nuove tecnologie in medicina e chirurgia
- Scienze veterinarie

Settore 4 - Ingegneria Civile e Architettura, Ingegneria Industriale e dell'informazione
- Ingegneria civile e industriale
- Ingegneria dell'energia, dei sistemi, del territorio e delle costruzioni
- Ingegneria dell'informazione

Settore 5 - Scienze dell'Antichità, Filologico-Letterarie, Storico-Artistiche, Storiche, Filosofiche, Pedagogiche, Psicologiche
- Civiltà e forme del sapere
- Filologia, letteratura e linguistica

Settore 6 - Scienze Giuridiche, Economiche e Statistiche, Scienze Politiche e Sociali
- Economia e management
- Giurisprudenza
- Scienze politiche

Alcuni dipartimenti afferiscono alle Scuole interdipartimentali di:
- Ingegneria (Ingegneria civile e industriale; Ingegneria dell'energia dei sistemi, del territorio e delle costruzioni; Ingegneria dell'informazione)
- Medicina (Medicina clinica e sperimentale; Patologia chirurgica, medica, molecolare e dell'area critica; Ricerca traslazionale e delle nuove tecnologie in medicina e chirurgia)

### Biblioteche

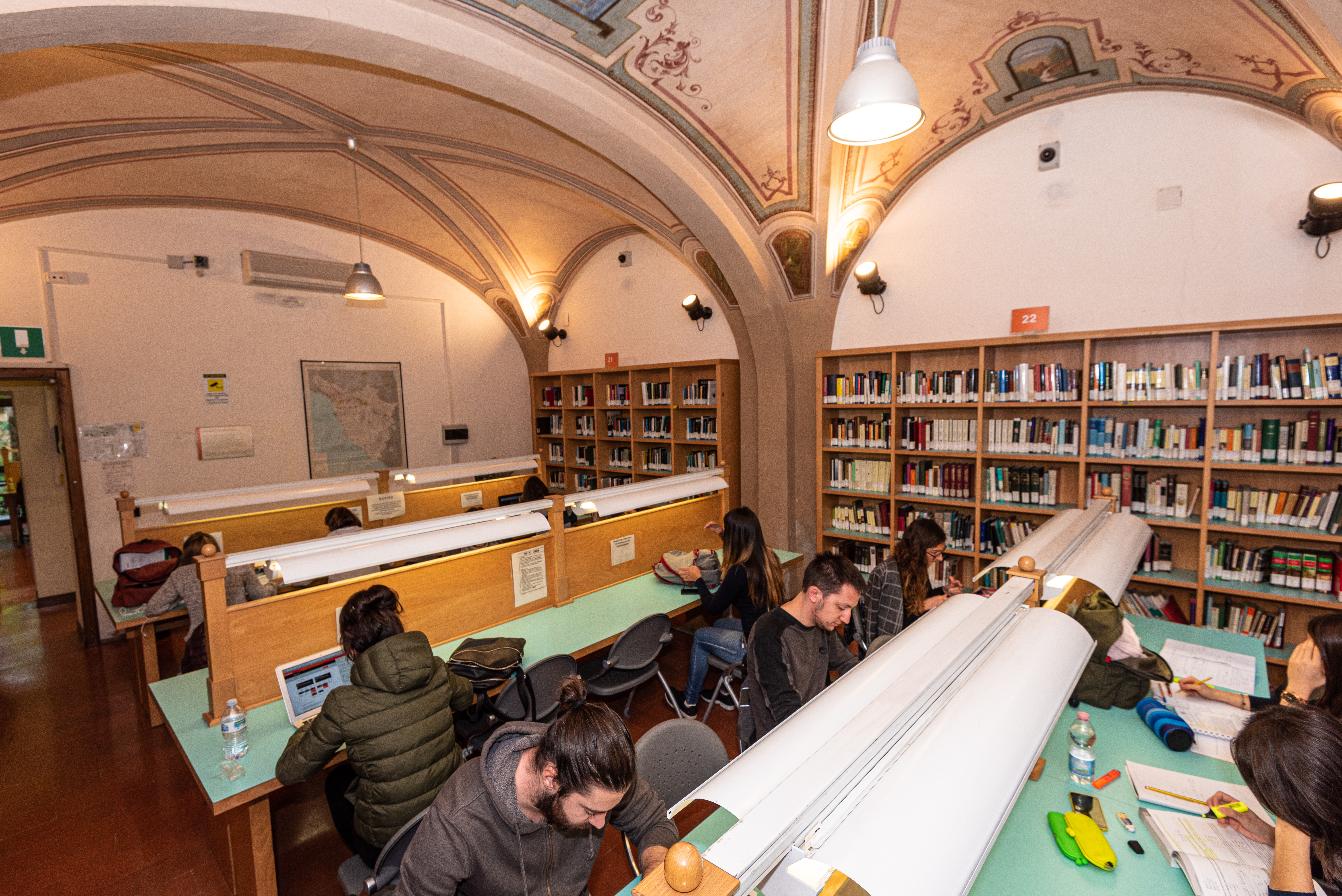
La Biblioteca di Anglistica

L'Università comprende diciassette bibliotechee l'archivio generale di Ateneo. 
Le biblioteche universitarie sono coordinate dal Sistema Bibliotecario di Ateneo (SBA), che coordina le singole strutture e fornisce supporto bibliografico e documentale alla didattica e alla ricerca d'Ateneo.
Il Sistema Bibliotecario di Ateneo è organizzato in sei poli bibliotecari: 
Polo 1
- Agraria (AGR)
- Economia (ECO)
- Medicina veterinaria (VET)

Polo 2
- Giurisprudenza (IUS)
- Scienze politiche (SPO)

Polo 3
- Chimica (CHI)
- Matematica, Informatica, Fisica (MIF)
- Scienze naturali e ambientali (SNA)

Polo 4
- Medicina e chirurgia, Farmacia (MED)

Polo 5
- Polo 5: Ingegneria (ING)

Polo 6
- Anglistica (LM2)
- Antichistica, linguistica, germanistica, slavistica (ANT)
- Filosofia e storia (FIL)
- Italianistica e romanistica (LM1)
- Storia delle arti (STA)

### Musei

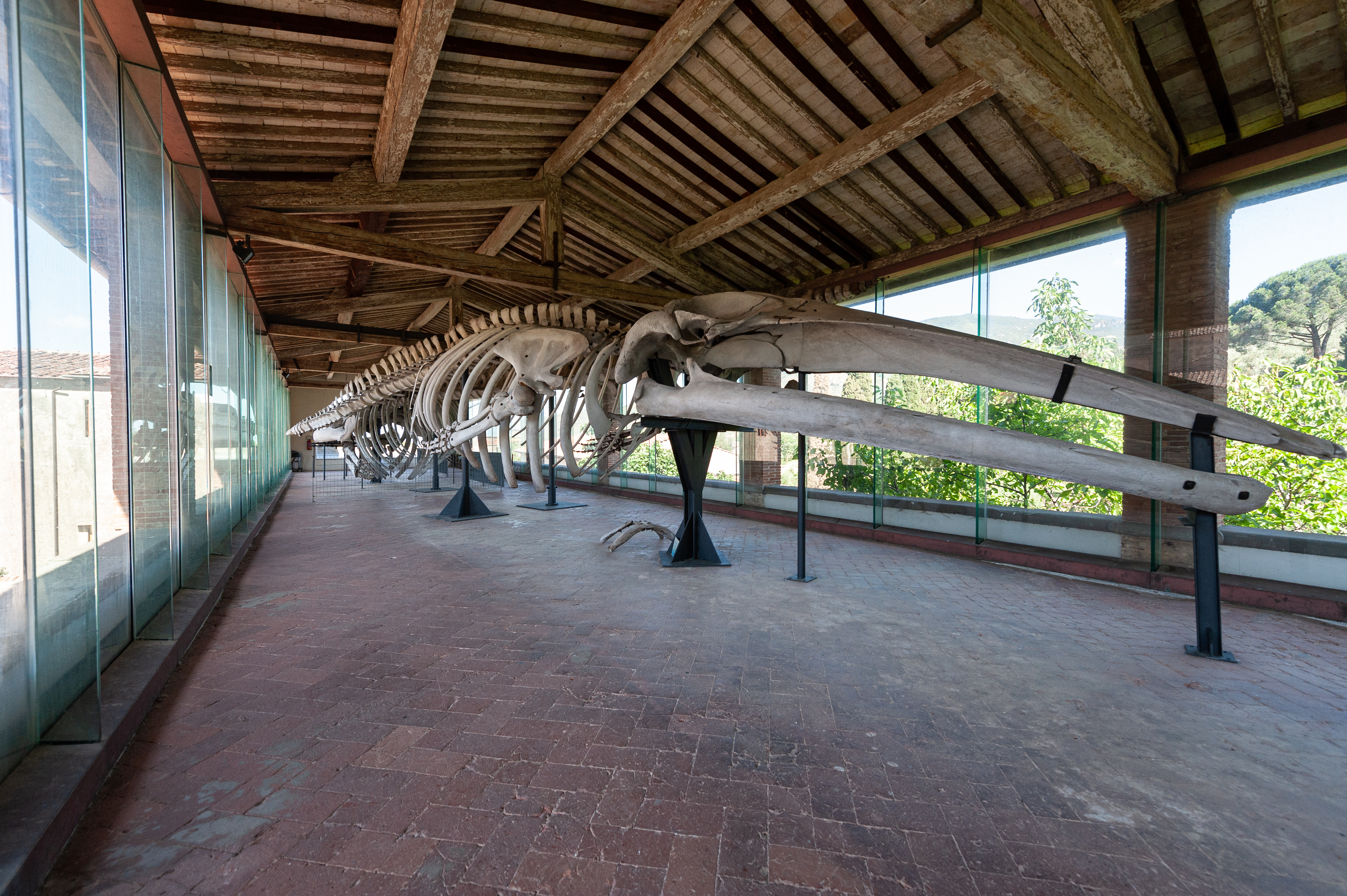
La Galleria dei Cetacei del Museo di Storia Naturale a Calci

L'Università di Pisa possiede complessivamente 13 musei e collezioni, che, con il tempo, sono state arricchite e organizzate in musei indipendenti coordinati dal sistema museale d'ateneo (SMA). I musei gestiti dall'ateneo sono:
- Collezioni egittologiche
- Gipsoteca di arte antica
- Museo di anatomia patologica
- Museo di anatomia umana
- Museo anatomico veterinario
- Museo della grafica

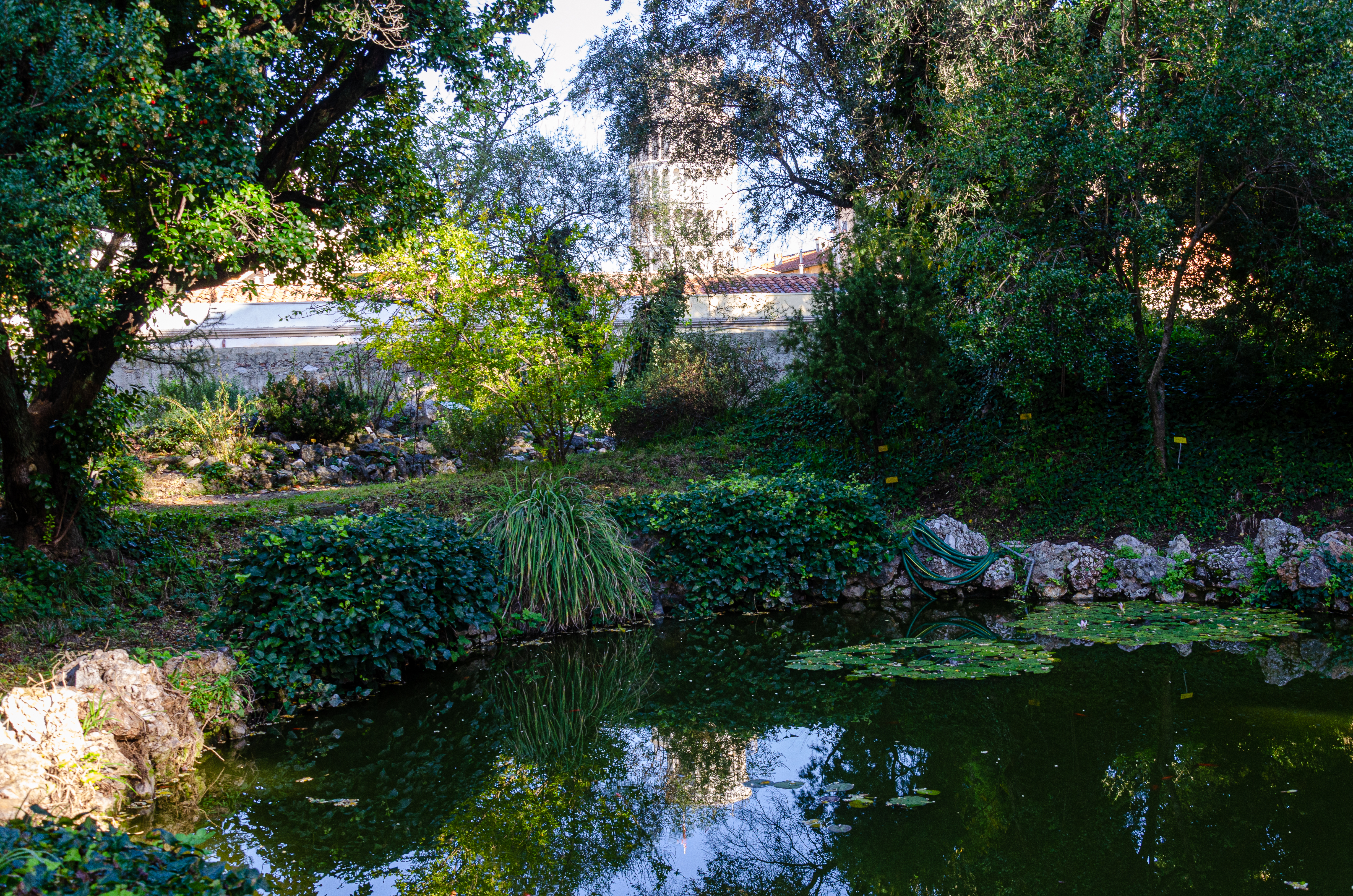
Uno scorcio dell'Orto Botanico

- Museo degli strumenti per il calcolo
- Museo degli strumenti di fisica
- Museo di storia naturale
- Orto e museo botanico

### Sistemi
L'Università di Pisa ha tre Sistemi d'Ateneo:
- Sistema Museale di Ateneo (s.m.a)[19]
- Sistema Bibliotecario di Ateneo (s.b.a.)[18]
- Sistema Informatico di Ateneo (s.i.a.)[20]

### Centri di Ateneo

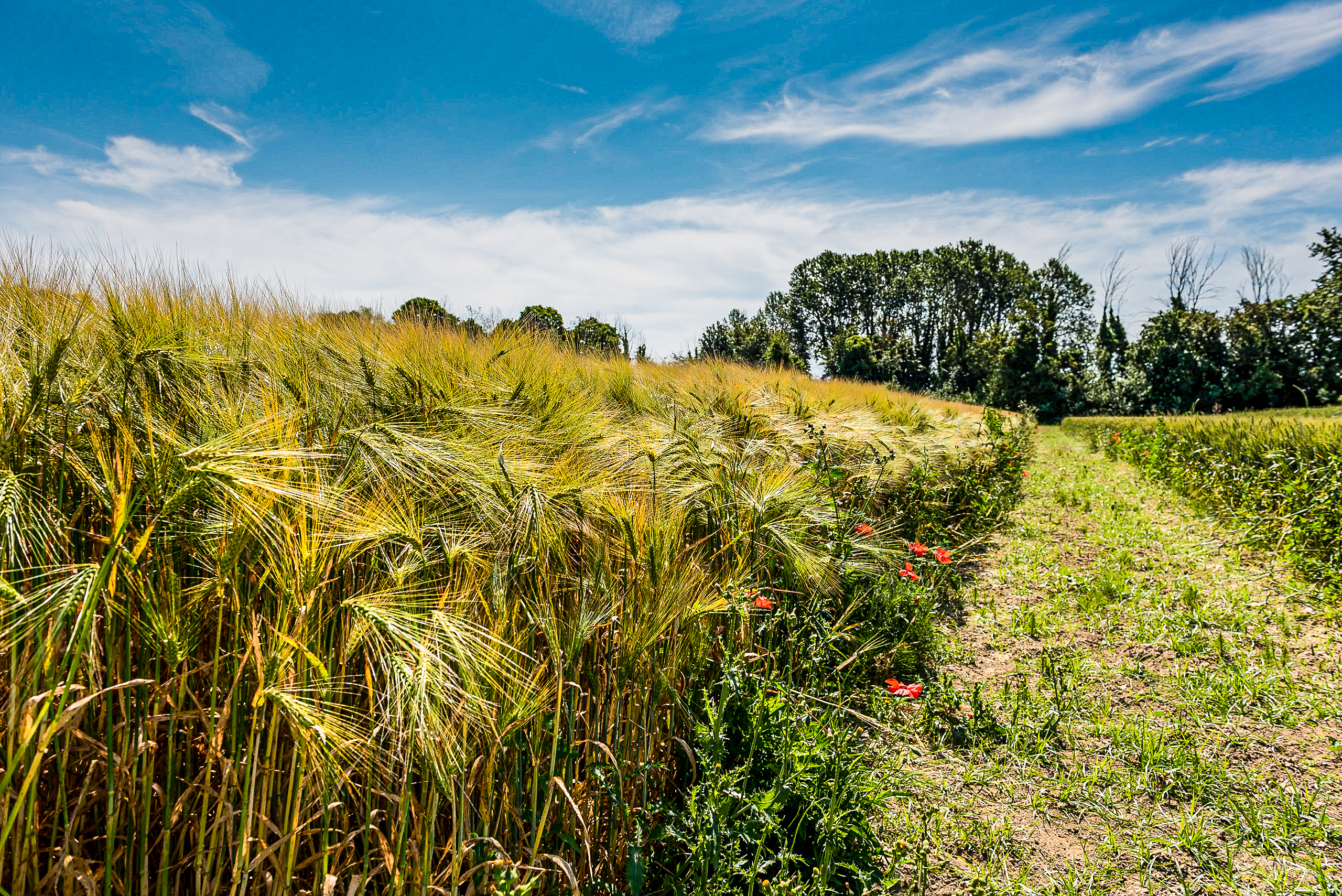
Il Centro di Ricerche Agro-ambientali "Enrico Avanzi"

L'Università di Pisa ha i seguenti Centri di Ateneo:
- Centro Ricerche Agro-ambientali "E. Avanzi"[21]
- Centro di Ricerca "E. Piaggio"[22]
- Centro di Servizi Polo Universitario "Sistemi Logistici" - Livorno[23]
- Centro Interdisciplinare Scienze per la Pace (C.I.S.P.)[24]
- Centro Museo di Storia Naturale[25]
- Centro Linguistico[26]
- Centro per l'Integrazione della Strumentazione scientifica dell'Università di Pisa (CISUP)[27]
- Centro per l’Innovazione e la Diffusione della Cultura (CIDIC)[28]

L'Ateneo è inoltre dotato di numerosi Centri interdipartimentali e dipartimentali.

### Casa editrice
Nel 2012 l'ateneo ha istituito una propria casa editrice denominata Pisa University Press. Attualmente le attività della Pisa University Press sono gestite e coordinate dal Polo Editoriale del Centro per l’Innovazione e la Diffusione della Cultura (CIDIC) 

### E-Team Squadra corse Formula SAE

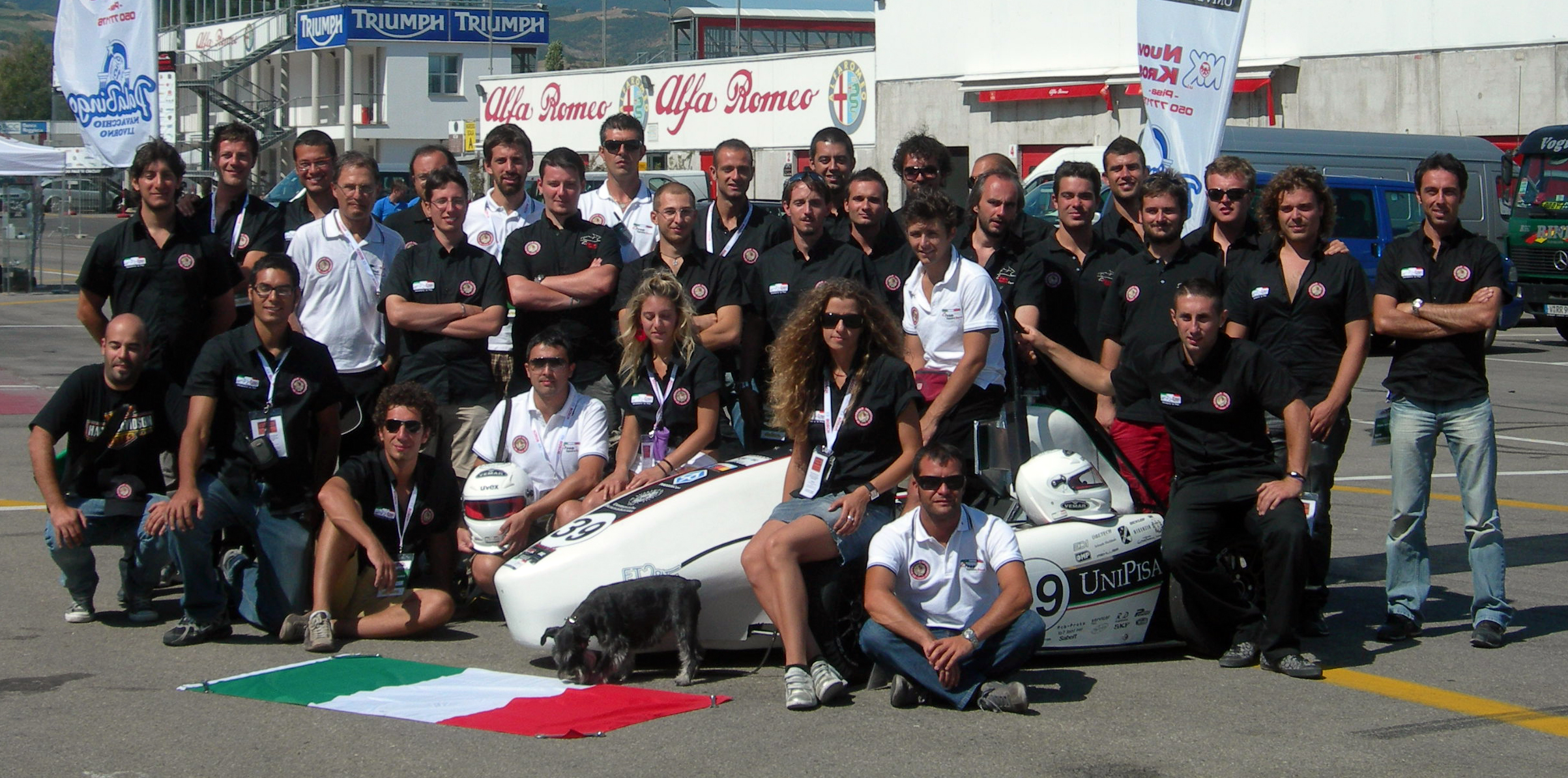
E-Team 2009 alla FSAE Italy 2009

Da 2007 l'Università di Pisa mantiene una squadra corse che progetta e costruisce monoposto a ruote scoperte e ad abitacolo aperto per partecipare alle competizioni di Formula SAE e Formula Student chiamata E-Team Squadra Corse. La squadra ha esordito ufficialmente all'edizione 2008 della Formula SAE Italy sul Circuito di Fiorano Modenese (MO). 
Il progetto coinvolge diversi dipartimenti assumendo una struttura manageriale completa con circa 70 membri.
Tra i migliori risultati c'è il primo posto nella Classe 3 del campionato 2015 del Formula SAE Italy.

### Strutture sanitarie

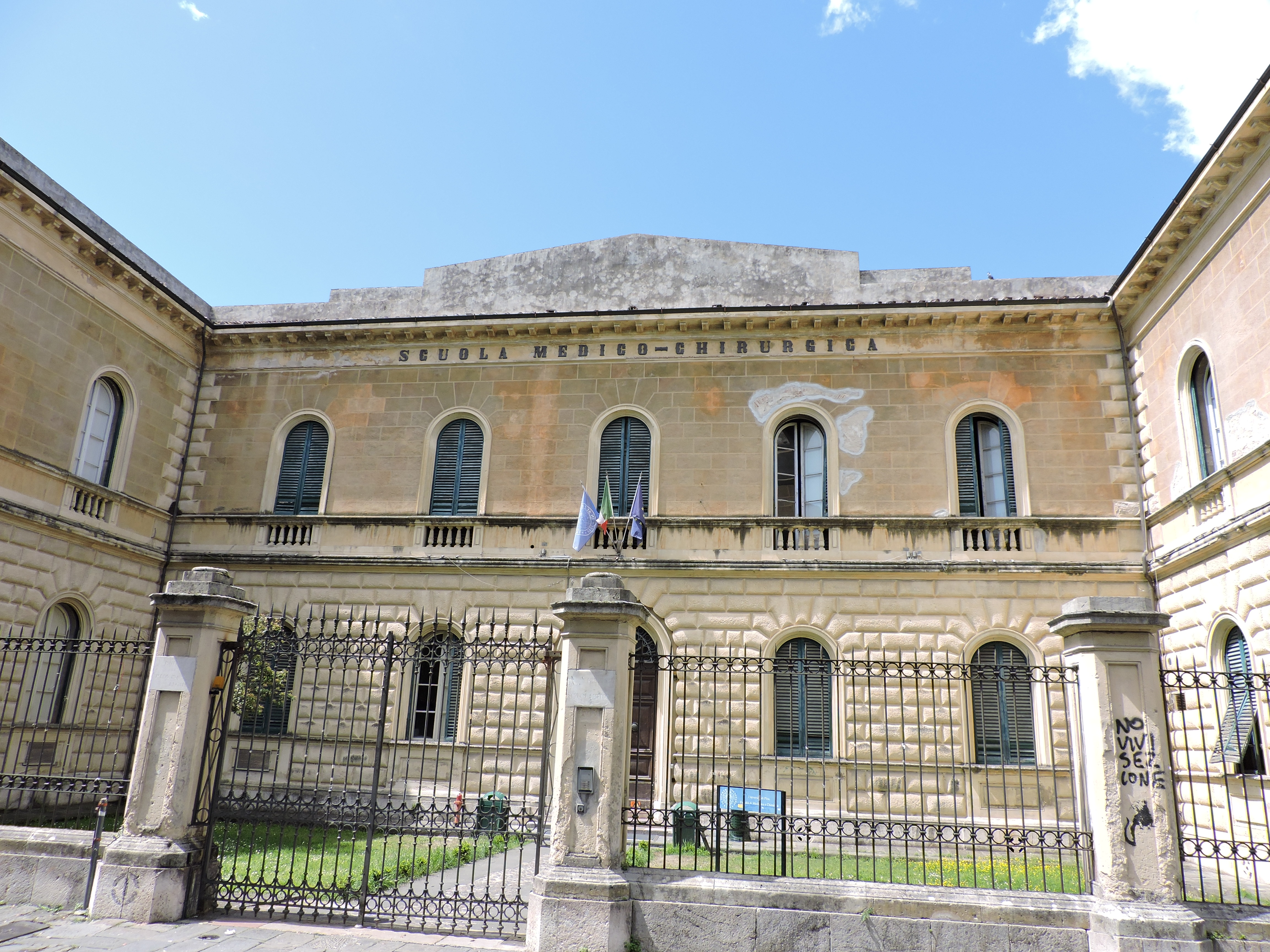
La Scuola di Medicina

L'Ospedale Santa Chiara e l'Ospedale Cisanello sono i due presidi che formano l'Azienda ospedaliero-universitaria pisana, sede didattica della Scuola di Medicina.
L'ateneo gestisce, dalla sua fondazione nel 2010, l'Ospedale didattico veterinario "Mario Modenato" a San Piero a Grado. Nell'ospedale veterinario vengono svolte attività didattiche, clinico-veterinaria e di ricerca 

### Sport
Il Centro Universitario Sportivo pisano è l'associazione sportiva dilettantistica riconosciuta dall'Ateneo per la promozione e l'organizzazione delle attività sportive degli studenti.

## Rettori
Cronologia dei rettori dell'Università di Pisa dal 1861
- Silvestro Centofanti (1861-1865)
- Fausto Mazzuoli (1865-1870)
- Riccardo Felici (1870-1871)
- Giuseppe Meneghini (1871-1879)
- Fausto Mazzuoli (1879-1880)
- Emilio Teza (1880-1881)
- Pietro Duranti (1881-1882)
- Riccardo Felici (1882-1883)
- Francesco Buonamici (1883-1884)
- Emilio Teza (1884-1885)
- Francesco Buonamici (1885-1888)
- Ulisse Dini (1888-1890)[non chiaro]
- Sebastiano Richiardi (1891-1893)
- Filippo Serafini (1894-1895)
- Francesco Buonamici (1895-1896)
- Niccolò Manfredi (1896-1897)
- Beniamino Sadun (1897-1898)
- Paolo Tassinari (1897-1898) [non chiaro]
- David Supino (1898-1920)
- Ermanno Pinzani (1920-1923)
- Giovanni D'Achiardi (1923-1925)
- Vittorio Aducco (1925-1927)
- Armando Carlini (1927-1935)
- Giovanni D'Achiardi (1935-1939)
- Annibale Evaristo Breccia (1939-1941)
- Carlo Alberto Biggini (1941-1943)
- Remo De Fazi (1943-1943)
- Luigi Russo (1943-1943)
- Remo De Fazi (1943-1944)
- Enrico Avanzi (1944)
- Luigi Russo (1944-1945) – prorettore
- Augusto Mancini (1945-1947)
- Enrico Avanzi (1947-1959)
- Alessandro Faedo (1959-1972)
- Vincenzo Palazzolo (1972-1974)
- Ranieri Favilli (1974-1983)
- Bruno Guerrini (1983-1989)
- Gian Franco Elia (1989-1993)
- Luciano Modica (1993-2002)
- Marco Pasquali (2002-2010)
- Massimo Mario Augello (2010-2016)
- Paolo Maria Mancarella (2016-2022)
- Riccardo Zucchi[4] (2022-)